# Comonfort
Comonfort là một đô thị thuộc bang Guanajuato, México. Năm 2005, dân số của đô thị này là 70189 người.